# Гаудия вайшнавизъм
Гаудия вайшнавизъм или бенгалски вайшнавизъм, е вайшнавистко религиозно движение, основано от Чайтаня Махапрабху (1486 – 1534). Неговата философска основа е преди всичко тази на Бхагавад Гита и Бхагавата Пурана, както и други пуранически писания и Упанишади като Иша Упанишад. Във фокуса на Гаудия вайшнавизма е религиозният култ (бхакти) към Радха и Кришна и многото им божествени инкарнации като върховни форми на Бога.
В популярен израз този култ приема формата на пеене на светите имена на Радха и Кришна като „Харе“, „Кришна“ и „Рама“ (най-често под формата на мантрата „Харе Кришна“), което се нарича киртан. Движението понякога се нарича Брахма-Мадхва-Гаудия сампрадая, имайки предвид неговите исторически корени в поредицата от духовни учители (гуру), за която се вярва, че за почва с Брахма. То самото се класифицира като монотеистично, разглеждайки многото форми на Вишну като проявления или инкарнации на върховния Бог.

## Философски концепции

### Невъобразимо единство и различие
Един особено характерен елемент на философията на Гаудия вайшнавизма, възприета от Чайтаня Махапрабху, е „ачинтя беда-беда татва“, което се превежда като „невъобразима едновременност на еднаквост и всеразличие“, най-често във връзка с качествената еднаквост и количественото различие между индивидуалните души и Върховния Бог. Качествено, душата (джива) се описва като идентична с Бог, но Бог притежава безкрайни съвършенства и могъщество, докато душата е безкрайно малка в сравнение с него. Така че количествено душата е различна от Бог. Това служи като синтез на двете крайности в индуистката мисъл, а именно чистия монизъм (Бог и душата са едно) и чистия дуализъм (Бог и душата са абсолютно отделни).

### Живи същества
Вярва се, че всички живи същества са отделни от сегашното си тяло и че като души те са вечни, неизменни и неунищожими без определено начало или край. Като души ние скитаме през различните видове живот на тази и други планети според законите на кармата, съгласно общото вярване за кръговрата на раждане и смърт самсара.

### Върховна личност (Бог)
Кришна се описва като вечна, всезнаеща, вездесъща, всемогъща и всепривличаща Върховна личност, семедаващ баща на всички живи същества и поддържаща Вселената енергия. Той се смята за източник на всички инкарнации на Бог – от санскритския цитат „кришнас ту бхагаван сваям“ Гаудия вайшнавите вярват, че Бог има много форми и много имена, но името „Кришна“ дава „най-пълно“ описание, защото означава „Той, който е всепривличащ“, включвайки всички други аспекти на Бога като „всемогъщ“, „върховно милостив“ и „вселюбящ“. Имената на Бог от други религии като Аллах и Йехова също се приемат като истински имена на Върховната личност.

### Религиозни дейности
Практическият процес на религиозния живот се описва като бхакти или бхакти йога. Двата му основни елемента са „вайдхи бхакти“, религиозно служене чрез практикуване на правилата и предписанията, и „рагануга бхакти“, което се счита за по-висше ниво на спонтанно религиозно служене, основано на самоотверженото желание да се угоди на избраното божество. И двата елемента се изразяват до голяма степен в повтарянето и пеенето на имената на Кришна.

## История след Чайтаня Махапрабху
През трите века след напускането на Шри Чайтаня Махапрабху, Гаудия вайшнавизмът се развива до формата, която до голяма степен се запазва и до днес в Индия. В ранните години последователите на Нитянанда Прабху, Адвайта Ачаря и други последователи на Чайтаня Махапрабху образоват и посвещават хората на различни места в Бенгал.
Чайтаня Махапрабху избира някои от последователите си, станали по-късно известни като Шестимата Госвами на Вриндаван, и ги моли да представят теологията на бхакти в писанията си. Тази теология обръща особено внимание на отношението на практикуващия с божествената двойка Радха и Кришна и приема Чайтаня за въплъщение както на Радха, така и на Кришна. Шестимата светци и теолози са Рупа Госвами, Санатана Госвами, Гопала Бхата Госвами, Рагхуната Бхата Госвами, Рагхуната Даса Госвами и Джива Госвами, племенник на братята Рупа и Санатана. Във второто поколение на традицията Наротама, Сриниваса и Шамананда, трима студенти на Джива Госвами, най-младия от шестимата Госвами, помагат за разпространяването на установената теология в Бенгал и Ориса.
През XVII век Вишванат Чакаварти Такур има големи заслуги за изясняването на съществени доктринални проблеми относно практикуването на рагануга-бхакти чрез работи като Рага-вартма-чандрика. Неговият студент Баладева Видябхушан написва прочут коментар върху Веданта-сутра, наречен Говинда Бхаша.
През XVIII век се появяват няколко светила начело със Сидха Джаякришна Дас Бабаджи от Камяван и Сидха Криишнадас Бабаджи от Говардхан. Последният, именит учител по метода за вътрешно преклонение (рага-бхаджан), практикуван в традицията, е отговорен до голяма степен за днешната форма на религиозна практика, възприета от традициите, основани на Враджа.

## Кхетури
Кхетури е град в Индия, където се провежда ежемесечен фестивал на различните разклонения на последователи на Чайтаня Махапрабху. Директор на фестивала е Джахнава Такурани, съпруга на Нитянанда Рама.
Прочутият фестивал в Кхетури, предвождан от Джахнава Такурани, съпруга на Нитянанда Рама е първият път, когато водачите на различните разклонения на последователи на Чайтаня Махапрабху, се събират заедно. Чрез такива фестивали членовете на слабо организираната традиция се запознават с други разклонения, заедно с техните теологически и практически нюанси. Въпреки това традицията запазва разновидната си природа, нямайки централен авторитет, който да я управлява. Фестивалът в Кхетури позволява систематизацията на теологията на Гаудия вайшнава като отделен клон на вайшнавистката теология.

## Гаудия матх
Гаудия матх е организация, основана през 1918, разпространяваща Гаудия вайшнавизма в цяла Индия чрез проповядване и издателска дейност.
Историците на Гаудия матх считат, че през XVII – XVIII век се наблюдава застой в развитието на Гаудия вайшнавизма, следван от ренесанс, започнал в началото на XX век, дължащ се, както те считат, на личните усилия на опитния проповедник Бхактивионда Тхакура. Той е заемал също така поста на помощник-съдия в британската власт. Синът на Бхактивинода Тхакура, по-късно станал известен като Бхактисиддханта Сарасвати Тхакура, бил знаменит учен и проповедник, основал 64 Гаудия матх храма в Индия и зад граница.
Най-изявените ученици на Бхактисиддханта Сарасвати Тхакура основали собствени храмове (матхове), след като той умрял през 1936 г. Реформата, започната от Бхактисиддханта Сарасвати Тхакура, станала причина за спорове сред традиционните представители на Гаудия вайшнавизма, в резултат на което, вместо да реформира статуквото, се родила нова традиция – движението, известно като Сарасвата гаудия вайшнава.
Гаудия матх има много клонове, сред които най-известни са:
- Международното общество за кришна-съзнание (известно, като ИСКОН или Движението Харе Кришна), основано от Бхактиведанта Свами Прабхупада
- Шри Чайтаня Сарасвата Матх, основан от Бхакти Ракшака Шридхар Махараджа
- Шри Чайтаня гаудия Матх, основан от Бхакти Дайтя Мадхава Махараджа
- Гаудия Веданта Самити, основан от Бхакти Прадджнана Кешава Махараджа
- Шри Гопинатх Гаудия Матх, основан от Бхакти Промоде Пури Госвами Махараджа
- Мисията Шри Кришна Чайтаня, основана от Бхакти Вайбхава Пури Госвами Махараджа

В края на XX век, следвайки примера на Бхактиведанта Свами Прабхупада, всички тези общества установяват свои клонове по света, а техните духовни водачи в днешно време разпространяват традицията на Гаудия вайшнавизма.